# Ciąża przedłużona
Ciąża przedłużona – rodzaj diapauzy, czyli chwilowego zahamowania rozwoju zarodków, spotykany u kręgowców, prawdopodobnie jako ochrona przed drapieżnikami lub niesprzyjającymi warunkami środowiska naturalnego.
Zaraz po kryciu rozwój zapłodnionych komórek przebiega normalnie przez 2 tygodnie, następnie – w stadium blastocysty – zostaje zahamowany na kilka tygodni lub nawet miesięcy (sarna, łasicowate i fokowate). W tym czasie zarodki spoczywają swobodnie w macicy, niezagnieżdżone w śluzówce. Z końcem diapauzy blastocysty zostają zaimplantowane i rozpoczyna się normalny rozwój embrionalny.